# Taraxacum pawlowskii
Taraxacum pawlowskii — вид квіткових рослин з родини айстрових (Asteraceae). Вид зростає в Європі: Польща, Словаччина; це багаторічна рослина помірних біомів.